# Дембельский альбом
Дембельский альбом — в субкультуре военнослужащих срочной службы особым образом оформленный альбом с фотоматериалами, текстовыми документами, рукописным текстом, другими материалами о службе мемуаристского толка. Приготовляется в период, когда военнослужащий близок к демобилизации из рядов ВС («дембель»).
Понятие «Дембельский альбом» гораздо шире, чем просто альбом с фотоматериалами. По своему характеру и назначению он является наиболее оригинальным типом «самиздата» — книгой-альбомом, созданным самим художником с авторскими пометками о важном этапе жизни.
Подобный альбом относится к типу рукотворной книги — исполненной в единственном варианте, авторским произведением, содержащим биографические подробности, отражающие отрезок жизни, связанный со службой в армии, автобиографичное и посему уникальное.

## Содержание
По своей психологической, социальной, художественной структуре дембельский альбом не является стандартным. Как правило, в нём творят дилетанты, любители или сами владельцы, подражая профессиональным художникам и литераторам, собирая в единую книгу рисунки, гравюры, фотографии, открытки, документы, пожелания сослуживцев, придавая всему этому некую систему и присущий только армейской субкультуре смысл. Этот альбом перенасыщен своеобразными элементами искусства — живописью, графикой, фотографией, коллажем, а часто даже чеканкой.

## Оформление
Как правило, дембельский альбом оформляется вручную автором либо, по его просьбе, сослуживцами владельца альбома, имеющими художественные наклонности. Способов и методов оформления альбома множество. Они зависят от рода войск, места службы, местных традиций, но есть общие правила — дембельский альбом должен быть ярким, бросающимся в глаза, удивляющим зрителя.

## Культурное содержание
По своему содержанию дембельский альбом — это универсальный биографический историко-художественный документ. Основное содержание — фотоматериалы, отражающие индивидуальную память владельца. В зависимости от времени создания, он выражает вкусы общества, точнее — определенного социально-временного среза, проецирующегося на армейскую субкультуру.
Дембельский альбом представляет самый радикальный способ исполнения авторской книги. В нём в одно и то же время содержатся наивная грубость, бесхитростность молодого человека, простодушие и желание сделать книгу о себе.
Фактически, как по своей форме, подходу к оформлению и исполнению, так и по содержанию, идейному наполнению, дембельский альбом тесно смыкается с таким пластом творчества, как скрапбукинг. Он может рассматриваться как одна из форм последнего, если не связанная с ним генетическим родством, то как пример своеобразной конвергенции. Также заметно и то, что дембельский альбом является в некотором роде продолжателем школьной традиции ведения тетрадок-анкет.

## Борьба с неуставными взаимоотношениями
В конце семидесятых, а также в восьмидесятых годах XX века, с началом развернувшейся в войсках борьбы с неуставными взаимоотношениями, политуправлением армии было принято решение о том, что традиция изготовления дембельских альбомов является элементом так называемой «дедовщины», в связи с чем в войска была направлена инструкция, предписывающая командирам и политработникам всеми возможными способами бороться с этим явлением. В так называемых «уставных частях» (в которых уровень дисциплины был очень высоким) изготовление дембельских альбомов было переведено в нелегальную плоскость, они исполнялись тайно, всячески прятались от командиров и политработников. Категорически запрещалось изготавливать «неуставные фотографии», то есть фотографии, исполненные нелегально, в форме и виде, выходящем за рамки разрешённого. Разрешалось хранить только фотографии, исполненные профессиональными фотографами, только портретного вида. Несмотря на все репрессивные меры, командованию вооружённых сил так и не удалось искоренить традицию изготовления и оформления дембельских альбомов.
В отдельных воинских частях, где командование понимало, что бороться с этим явлением бесполезно, фактически оно было узаконено. В этом случае для изготовления «дембельских альбомов» военнослужащим выделялось время, исходя из регламента служебной деятельности, как правило, предусмотренного для личного времени военнослужащих. Для их оформления выделялись в помощь военнослужащие, обладающие художественным вкусом, как правило, окончившие художественные училища, в них размещались заранее одобренные командованием части фотографии, так называемые «кальки» (разделители между страницами), элементы солдатского фольклора, воспевающие службу в том или ином роде войск или виде Вооружённых Сил. В таких воинских частях с одобрения командования проводились смотры-конкурсы «дембельских альбомов», победители которых отмечались грамотами и призами.